# 8 Dywizja Flak
8 Dywizja Flak (niem. 8. Flak-Division) – niemiecka dywizja artylerii przeciwlotniczej z okresu II wojny światowej.

## Historia
Jednostkę utworzono w maju 1940 jako Luftverteidigungskommando Dänemark (Dowództwo Obrony Powietrznej Dania) a w czerwcu nazwę zmieniono na Luftverteidigungskommando 8. 1 września 1941 r. kolejny raz zmieniono nazwę dywizji na 8. Flak-Division.
Dywizja miała za zadanie ochronę przeciwlotniczą okupowanej Danii. Później oddano pod jej ochronę okolice Hanoweru i w 1941 Bremy. Jej skład zwiększył się w czasie wojny z trzech do siedmiu pułków przeciwlotniczych.  Dywizja poddała się Aliantom w kwietniu i maju 1945 r.

## Skład bojowy dywizji (1944)
- 9 pułk Flak (Flak-Regiment 9)
- 13 pułk Flak (Flak-Regiment 13)
- 26 pułk Flak (Flak-Regiment 26)
- 50 pułk Flak (Flak-Regiment 50)
- 61 pułk Flak (Flak-Regiment 61)
- 63 pułk Flak (Flak-Regiment 63)
- 89 pułk Flak (Flak-Regiment 89)
- 160 pułk reflektorów przeciwlotniczych (Flakscheinwerfer-Regiment 160)
- 129 batalion transportowy Flak (Flak-Transport-Batterie 129/VI)
- 128 lotniczy batalion łączności (Luftnachrichten-Abteilung 128)
- dywizyjne oddziały zaopatrzeniowe

## Dowódcy dywizji
- Oberst Hans Jürgen Witzendorff (od maja 1940),
- Generalleutnant Alexander Kolb (od 4 czerwca 1940),
- Generalleutnant Kurt Wagner (od 30 czerwca 1931),
- Generalmajor Max Schaller (od 1 grudnia 1944 do kapitulacji)